# Greatest Hits 87–97
A Greatest Hits 87–97 Kylie Minogue ausztrál énekesnő válogatásalbuma, amely 2003. november 24-én jelent meg. Az albumon olyan dalok találhatók, amely a Kylie, az Enjoy Yourself, a Rhythm of Love, a Let’s Get to It, a Greatest Hits, a Kylie Minogue és az Impossible Princess albumokról származnak.

## Számlista
| 1.  | I Should Be So Lucky                             | Mike Stock, Matt Aitken, Peter Waterman | Stock Aitken Waterman    | 3:24 |
| 2.  | The Loco-Motion (7" Mix)                         | Gerry Goffin, Carole King               | Stock Aitken Waterman    | 3:14 |
| 3.  | Hand on Your Heart                               | Stock, Aitken, Waterman                 | Stock Aitken Waterman    | 3:50 |
| 4.  | Got to Be Certain                                | Stock, Aitken, Waterman                 | Stock Aitken Waterman    | 3:20 |
| 5.  | Better the Devil You Know                        | Stock, Aitken, Waterman                 | Stock Aitken Waterman    | 3:52 |
| 6.  | Wouldn’t Change a Thing                          | Stock, Aitken, Waterman                 | Stock Aitken Waterman    | 3:17 |
| 7.  | Celebration                                      | Robert Bell, James Taylor               | Phil Harding, Ian Curnow | 3:57 |
| 8.  | Never Too Late                                   | Stock, Aitken, Waterman                 | Stock Aitken Waterman    | 3:20 |
| 9.  | What Do I Have to Do                             | Stock, Aitken, Waterman                 | Stock Aitken Waterman    | 3:33 |
| 10. | Je Ne Sais Pas Pourquoi                          | Stock, Aitken, Waterman                 | Stock Aitken Waterman    | 4:00 |
| 11. | Where in the World                               | Stock, Waterman, Kylie Minogue          | Stock, Waterman          | 3:30 |
| 12. | Step Back in Time                                | Stock, Aitken, Waterman                 | Stock Aitken Waterman    | 3:05 |
| 13. | Especially for You (Jason Donovannal)            | Stock, Aitken, Waterman                 | Stock Aitken Waterman    | 3:57 |
| 14. | Say the Word - I’ll Be There                     | Stock, Aitken, Waterman                 | Stock Aitken Waterman    | 4:11 |
| 15. | Shocked (DNA Mix)                                | Stock, Aitken, Waterman                 | Stock Aitken Waterman    | 3:08 |
| 16. | Word is Out                                      | Stock, Waterman                         | Stock, Waterman          | 3:32 |
| 17. | Made in Heaven                                   | Stock, Aitken, Waterman                 | Stock Aitken Waterman    | 3:31 |
| 18. | What Kind of Fool (Heard All That Before)        | Stock, Waterman, Minogue                | Stock, Waterman          | 3:40 |
| 19. | Give Me Just a Little More Time                  | Edyth Wayne, Ronald Dunbar              | Stock, Waterman          | 3:06 |
| 20. | Finer Feelings                                   | Stock, Waterman                         | Stock, Waterman          | 3:45 |
| 21. | If You Were with Me Now (feat. Keith Washington) | Stock, Waterman, Minogue, Washington    | Stock, Waterman          | 3:12 |
| 22. | Tears on My Pillow                               | Sylvester Bradford, Al Lewis            | Stock Aitken Waterman    | 2:30 |

| 1.  | Confide in Me                                                    | Steve Anderson, Dave Seaman, Owain Barton | Brothers in Rhythm | 4:27 |
| 2.  | Put Yourself in My Place                                         | Jimmy Harry                               | Harry              | 4:12 |
| 3.  | Did It Again                                                     | Minogue, Anderson, Seaman                 | Brothers in Rhythm | 3:47 |
| 4.  | Breathe                                                          | Minogue, Dave Ball, Ingo Vauk             | Ball, Vauk         | 3:41 |
| 5.  | Hand on Your Heart (W.I.P. 2002 Mix)                             |                                           |                    | 6:04 |
| 6.  | I Should Be So Lucky (Extended Mix)                              |                                           |                    | 6:05 |
| 7.  | The Loco-Motion (OZ Tour Mix)                                    |                                           |                    | 5:42 |
| 8.  | Wouldn’t Change a Thing (The Espagna Mix)                        |                                           |                    | 5:48 |
| 9.  | Step Back in Time (Harding/Curnow Remix)                         |                                           |                    | 6:45 |
| 10. | Shocked (Harding/Curnow Mix)                                     |                                           |                    | 7:31 |
| 11. | Better the Devil You Know (Movers & Shakers Alternative 12" Mix) |                                           |                    | 6:28 |
| 12. | What Do I Have to Do (Movers & Shakers 12" Mix)                  |                                           |                    | 8:50 |

## Slágerlista
| Slágerlista (2003)      | Legfelső helyezés |
| ----------------------- | ----------------- |
| Japán Oricon albumlista | 56                |